# Ubľa
Ubľa es un municipio del distrito de Snina en la región de Prešov, Eslovaquia, con una población estimada a final del año 2024 de 760 habitantes.
Se encuentra ubicado al este de la región, en el valle del río Cirocha (cuenca hidrográfica del río Tisza) y cerca de la frontera con Ucrania y Polonia.

## Demografía
| Año        | 1994 | 2004    | 2014    | 2024    |
| ---------- | ---- | ------- | ------- | ------- |
| Población  | 869  | 873     | 794     | 760     |
| Diferencia |      | +0,46 % | −9,04 % | −4,28 % |

| Año        | 2023 | 2024    |
| ---------- | ---- | ------- |
| Población  | 774  | 760     |
| Diferencia |      | −1,80 % |